# La Joven España
La Joven España fou un periòdic publicat a Reus el 1836-1837, d'ideologia propera al socialisme utòpic, en especial a les idees de Saint-Simon.

## Història
Des de la Diana constitucional política y mercantil de la villa de Reus no hi havia hagut a la ciutat cap periòdic, ni liberal ni conservador.
Fundada per Pere Soriguera i Pere Mata va sortir entre el 16 de novembre de 1836 i com a mínim el 9 de març de 1837, per donar a conèixer els nous corrents vinguts d'Europa. En el prospecte de presentació, publicat a El Nuevo Vapor (impulsat per Mata a Barcelona), parlen de "modernas teorías" que suposaven per al poble "un soplo fresco y vivificador". I afegia: "¿Y será posible que la heroica villa de Reus, esta villa esencialmente progresiva y digna ya de ceñir la corona del civismo carezca todavía de un órgano público que la reanime […] Mengua es, reusenses, para vosotros seguir la revolución a fuer de vegetales políticos". Portava per lema: "Ley! Progreso! Trabajo!". Jordi Maluquer diu que Pere Mata estava molt influït per Mazzini i defensava un programa de catalanisme expansionista i modernitzador, i que suggereix la conquesta armada de l'estat per un exèrcit català. Pere Soriguera, menys conegut per la seva mort prematura, era estudiant de medicina i va tenir un paper rellevant al Combat de Morell i Vilallonga.
Segons El Nuevo Vapor, la revista reusenca es venia a disset poblacions catalanes i a Madrid, València i Saragossa. La llista indica la voluntat de superar el localisme i de difondre autèntica ideologia, exportable a altres indrets.
Vinculat també als nuclis progressistes liberals, defensava l'actuació sense quarter en la guerra contra els carlins, la potenciació de la Milícia Nacional i la necessitat d'organitzar un procés revolucionari. Per als redactors de La Joven España, seguint el mateix esperit que animà a Saint-Simon, la missió de l'Ajuntament se centra en "tres puntos cardinales, entre otros de un interés subalterno, son los que jamás debe perder de vista […] Tales son tener carácter, obrar con justícia y dar entera publicidad a todos sus actos y funciones". El febrer de 1837, per haver criticat algunes accions militars, van sofrir amenaces la Impremta de Joan Baptista Vidal i la casa de Pere Soriguera per part de 7è batalló de francs que hi havia a la ciutat, i van destruir els exemplars que van trobar pels cafès, tal com ho explica Jaume Llort en unes exaltades memòries: "Vosotros fuisteis los del dia 12 de febrero que en la plaza estabais alborotando para matar a los que decís bullangueros, ostigando a los demás ciudadanos para ver si tomarían parte en el servil plan de quemar la Imprenta y casa del malhadado redactor de la Joven España D. Pedro Soriguera y la del ciudadano José Sans, espartero de la plaza. porque en ella se reunían patriotas honrados y pacíficos llamados ecsaltados". Els redactors de La Joven España diuen que creuen en l'eficàcia de la revolució, encara que en diferencien dues etapes ben definides: una primera de violenta "acaso bañada en sangre" i una segona de "benéfica y regeneradora" i abundant en beneficis per tothom. Aquesta revolució creuen que ha d'anar encapçalada pels elements cultes i assenyats, ja que "la multitud es estúpida e ignorante" i a més "desconoce lo que le conviene". Creuen impossible construir una societat on tots els individus tinguin el mateix nivell d'instrucció, i defensen ensenyar a tothom els seus "verdaderos intereses". Elogien la Revolució Francesa de 1789, i també la Milícia Nacional, i fan propostes per millorar-ne la seva estructura. Cal no oblidar que Soriguera era capità de la Milícia, i que escriuen que els principis que defensen amb la ploma els defensaran amb les armes a la mà, cosa que ja han fet, recorda Soriguera, sortint en persecució dels rebels. En un estudi recent, es diu que La Joven España mantenia una estreta relació amb grups carbonaris i especialment amb la societat dels Vengadores de Alibaud.
Francesc Gras i Elies diu d'ella: "Es un periódico de los más importantes que se han publicado en esta ciudad. Era la aurora de nuevos ideales, el noble aliento de una joven generación que con la espada y la pluma luchaba en los campos de batalla".
Oposada al Baró de Meer, aquest feu clausurar la publicació i n'empresonà als redactors al Castell de Pilats, a Tarragona, on Pere Soriguera va morir.

## Aspectes tècnics
Era bisetmanal i s'imprimia primer a la impremta de Joan Baptista Vidal, però el gener de 1837 passà a imprimir-se a la "Imprenta de La Joven España", de Baptista Escardó i Josep Generès. El darrer número conegut és del 9 de març de 1837.
Tenia quatre pàgines. El periòdic començava quasi sempre per un editorial en què es feia referència a la política a nivell d'estat espanyol i es marcaven les línies ideològiques. Després es feia esment de la vida ciutadana i s'inserien els comunicats de guerra, per acabar amb la informació dels moviments al port de Salou i la cartellera d'espectacles.

## Localització
- Única col·lecció coneguda a la Biblioteca Central Xavier Amorós. Reus[12]